# Front Mission (serie)
Front Mission (フロントミッション?, Furonto Misshon) è un media franchise avviato nel 1995 con il primo videogioco Front Mission, sviluppato e pubblicato da Squaresoft per piattaforma Super Nintendo.
Basato su una produzione videoludica di wargame inerenti mecha e attività militari contemporanee, Front Mission ha riscosso notevole successo soprattutto in Giappone ma anche all'estero, dando vita ad una lunga serie di videogiochi e spin-off, oltre che anime, manga, giocattoli, radiodrammi, libri e album di colonne sonore.

## Storia
Sebbene ogni singolo media del brand Front Mission possa presentare personaggi, protagonisti e situazioni differenti e mai correlate con le altre opere della saga, esso si mantiene sulla medesima storyline di tutti gli altri prodotti.
Ambientato tra il XXI secolo ed il XXII secolo, Front Mission narra delle tensioni diplomatiche e militari tra le varie comunità di nazioni presenti, che approssimativamente rappresentano i continenti terrestri.
Caratteristica saliente della narrazione è il fatto che gli eserciti, oltre ad utilizzare veicoli bellici convenzionali come carri armati ed elicotteri, fanno gran uso di "Wanzer" (dal tedesco "Wanderpanzer", che significa "carro armato che cammina"), ovvero dei mecha umanoidi ad utilizzo marziale.

### Comunità di nazioni
- OCU

L'Unione Cooperativa dell'Oceania, nel gioco Oceania Cooperative Union (OCU), è una supernazione formata da Oceania e Sud-est asiatico, con capitale Canberra. Si formò nel 2006 in seguito alla riorganizzazione dell'ASEAN, divenuta Alleanza Economica di Bangkok (Bangkok Economic Alliance), per poi consolidarsi definitivamente come OCU nel 2026.
- USN

Gli Stati Uniti del Nuovo Continente, nel gioco United States of the New Continent (USN), è una supernazione che rappresenta le Americhe, con capitale Washington. L'idea di unificazione nacque nel 2011 a seguito di conflitti diplomatici con l'Australia e l'OCU; nel 2015 Stati Uniti, Canada e America Latina trovarono un accordo per la fusione.
- EC

La Comunità Europea, nel gioco European Community (EC), è una supernazione nata dall'allargamento dell'Unione europea dal 1993 al 2005; la capitale è Parigi.
- OAC

L'Organizzazione per l'Unione Africana, nel gioco Organization of African Consolidation (OAC), è un'alleanza tra le nazioni del continente africano, nata nel 2026 con la supervisione di EC e OCU. È divisa in cinque macroregioni:
- SAUS (South African United States)
- UNAS (Union of North African States)
- WA (West African States Community Union)
- CA (Community of Central African States)
- EA (East African Community)
- Zaftra

La Repubblica di Zaftra, nel gioco Republic of Zaftra, è una supernazione che ricalca all'incirca i confini dell'ex Unione Sovietica, Bielorussia esclusa; la capitale è Mosca. Il processo di nascita inizia nel 1991 a seguito della caduta del muro di Berlino, con la Comunità degli Stati Indipendenti impegnata nella rinascita economica sotto il segno del capitalismo, e si conclude nel 2015.
- Ravnui

La Repubblica di Ravnui, nel gioco Republic of Ravnui, è la nuova faccia della Bielorussia, che si rifiutò di far parte della Repubblica di Zaftra; la capitale è Minsk.
- DHZ

La Repubblica Popolare di Da Han Zhong, nel gioco People's Republic of Da Han Zhong (DHZ), è una nazione formatasi dall'unione di Cina e Taiwan; la capitale è Pechino.

## Videogiochi
La serie di videogiochi Front Mission nasce grazie a titoli di genere wargame, ma sono presenti elementi della saga e spin-off di altri generi come lo sparatutto.

### Serie
- Front Mission (1995, Super Nintendo)
- Front Mission 2 (1997, PlayStation)
- Front Mission 3 (1999, PlayStation)
- Front Mission 4 (2003, PlayStation 2)
- Front Mission 5: Scars of the War (2005, PlayStation 2)
- Front Mission 2089 (2005, telefono cellulare)
- Front Mission 2089-II (2006, telefono cellulare)

### Spin-off
- Front Mission: Gun Hazard (1996, Super Nintendo)
- Front Mission Alternative (1997, PlayStation)
- Front Mission: Online (2005, PlayStation 2/Microsoft Windows)
- Front Mission Evolved (2010, PlayStation 3/Xbox 360/Microsoft Windows)
- Left Alive (2019, PlayStation 4/Microsoft Windows)

### Remake
- Front Mission 1st: Remake (2022, PlayStation 4/PlayStation 5/Xbox One/Xbox Series X/S/Nintendo Switch/Microsoft Windows)
- Front Mission 2: Remake (2023, Nintendo Switch)
- Front Mission 3: Remake (annunciato)

## Manga e romanzi
- Front Mission Zero (1994)
- Front Mission Comics (1995)
- Front Mission - Front Line Report (1995)
- Gun Hazard - A Mercenary's Iron Legs (1996)
- Front Mission Series: Gun Hazard (1996)
- Front Mission 2 Guidebook (1998)
- Front Mission 4 - Elsa (2004)
- Front Mission ~The Drive~ (2007)
- Front Mission Dog Life & Dog Style (2007)

## Anime e live action
- Front Mission (1994)
- Front Mission Series: Gun Hazard (1995)

## Radiodrammi
- Front Mission Series: Gun Hazard (1995)